# Ivica Kostelić
Ivica Kostelić (Zagabria, 23 novembre 1979) è un ex sciatore alpino croato.
Insieme alla sorella minore Janica è stato il primo sciatore alpino della storia della Croazia (paese privo di tradizione in questa disciplina) a raggiungere il vertice internazionale. Grazie alle proprie caratteristiche di polivalenza ha infatti vinto quattro medaglie olimpiche, tre medaglie iridate, una Coppa del Mondo assoluta e quattro di specialità.

## Biografia

### Stagioni 1995-1999
Venne avviato alla pratica sciistica assieme alla sorella dal padre Ante (ex giocatore di pallamano), che l'aveva allenato fin dall'infanzia. Esordì in gare FIS il 16 dicembre 1994 a Zermatt in slalom gigante (114º) e in Coppa Europa il 12 dicembre 1995 a Obereggen in supergigante (97º). Nel 1997 prese parte ai Mondiali juniores di Schladming, vincendo la medaglia di bronzo nella combinata e piazzandosi 14º nella discesa libera, 16º nel supergigante, 22º nello slalom gigante e 10º nello slalom speciale.
Esordì in Coppa del Mondo durante la stagione 1998-1999, nello slalom gigante di Sölden del 25 ottobre senza qualificarsi per la seconda manche, e ai Campionati mondiali a Vail/Beaver Creek 1999, piazzandosi 32º nel supergigante.

### Stagioni 2000-2003
Dopo tre stagioni senza risultati di rilievo, si impose ad alti livelli a partire dalla stagione 2001-2002, al termine della quale si aggiudicò la sua prima Coppa del Mondo di slalom speciale e si piazzò al 7º posto nella classifica generale dopo aver ottenuto sei podi con tre vittorie tra le quali quella nello slalom speciale di Aspen del 25 novembre, suo primo podio in Coppa del Mondo in carriera. Nella stessa stagione ai XIX Giochi olimpici invernali di Salt Lake City 2002, suo esordio olimpico, si classificò 9º nello slalom gigante e non concluse lo slalom speciale.
Nel 2003 ai Mondiali di Sankt Moritz non completò lo slalom gigante ma vinse il titolo nello slalom speciale maschile, mentre la sorella Janica vinse quello femminile: è stata la prima volta in cui un fratello e una sorella hanno vinto il titolo mondiale nella stessa specialità dello sci alpino. Quell'anno in Coppa del Mondo fu nuovamente 7º nella classifica generale, con quattro podi (tre le vittorie).

### Stagioni 2004-2010
Il 15 dicembre 2003 vinse il classico slalom speciale del Canalone Miramonti di Madonna di Campiglio, mentre ai Mondiali di Bormio/Santa Caterina Valfurva 2005 non completò lo slalom speciale. Ai XX Giochi olimpici invernali di Torino 2006 vinse la medaglia d'argento nella combinata; si classificò inoltre 31° nel supergigante e 6° nello slalom speciale.

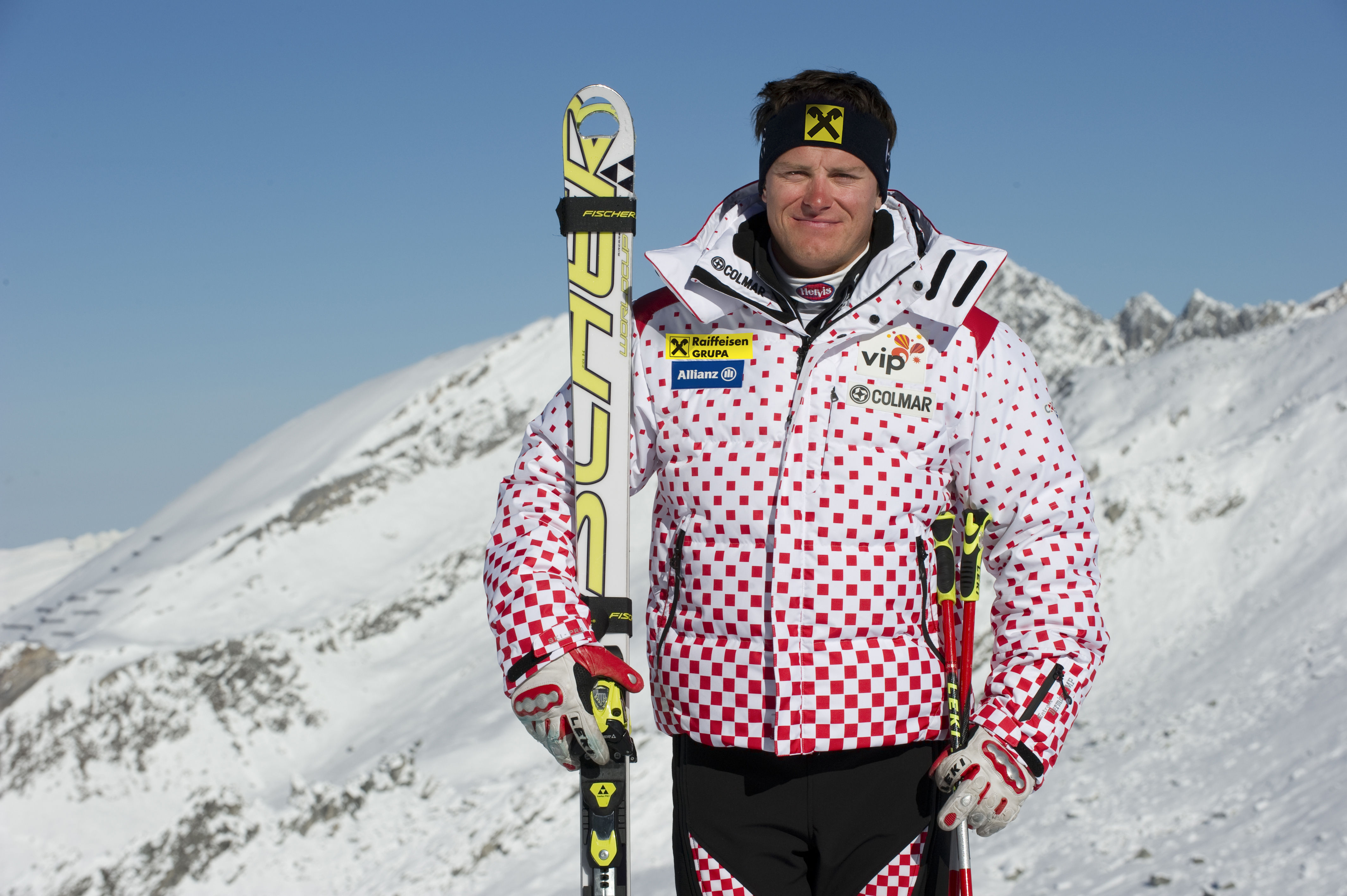
Kostelić a Hintertux nel 2010

Dopo un 2007 interlocutorio (ai Mondiali di Åre fu 12º nella supercombinata e non completò slalom gigante e slalom speciale), nel 2008 tornò protagonista con vari podi e infine con la vittoria nello speciale disputato in Alta Badia. Nella Coppa del Mondo 2010 ottenne cinque podi con due vittorie, nelle presigiose gare della combinata dello Hahnenkamm di Kitzbühel il 24 gennaio e dello slalom speciale della Männlichen/Jungfrau di Wengen il 17 gennaio. Ai XXI Giochi olimpici invernali di Vancouver 2010 vinse altre due medaglie d'argento dopo quella di Torino: la prima nella supercombinata alle spalle dello statunitense Bode Miller e la seconda nello slalom speciale vinto dall'italiano Giuliano Razzoli. Prese inoltre parte a tutte le altre gare in programma, classificandosi 18° nella discesa libera, 16° nel supergigante e 7° nello slalom gigante.

### Stagioni 2011-2013
Nel 2011 vinse il bronzo nel supergigante ai Mondiali di Garmisch-Partenkirchen, giungendo alle spalle dell'italiano Christof Innerhofer e dell'austriaco Hannes Reichelt; si piazzò inoltre 13° nello slalom gigante e 8° nello slalom speciale. Alla fine della sua migliore stagione in carriera conquistò la Coppa del Mondo assoluta, oltre alle Coppe di slalom speciale e di combinata; con la vittoria nella generale, trofeo che la sorella aveva vinto a sua volta, i Kostelić sono diventati la seconda coppia di fratelli a riuscire nell'impresa, dopo Andreas e Hanni Wenzel. Quell'anno ottenne dieci podi con sette vittorie, tra le quali quelle nella supercombinata del Lauberhorn e nello slalom speciale della Männlichen/Jungfrau a Wengen (14-16 gennaio) e nella combinata dello Hahnenkamm e nel supergigante della Streifalm a Kitzbühel (21-23 gennaio).
Nella stagione 2011-2012 aggiudicò per la seconda volta in carriera la Coppa di specialità della combinata; in classifica generale fu 4º e ottenne nove podi con sei vittorie, tra le quali nuovamente le supercombinate di Wengen e Kitzbühel. Dalla stagione 2012-2013 fu allenato, per quanto riguarda le specialità di velocità, dall'ex sciatore italiano Kristian Ghedina; il 27 gennaio s'impose ancora nella supercombinata di Kitzbühel e l'11 febbraio 2013 conquistò la medaglia d'argento nella supercombinata ai Mondiali di Schladming, dove fu anche 20º nella discesa libera, 28º nel supergigante, 25º nello slalom gigante e 5º nello slalom speciale. Nel finale della stagione, il 10 marzo, ottenne a Kranjska Gora in slalom speciale la sua ultima vittoria in Coppa del Mondo in carriera.

### Stagioni 2014-2017
Ai XXII Giochi olimpici invernali di Soči 2014, sua ultima presenza olimpica, dopo esse stato portabandiera della Croazia durante la cerimonia di apertura vinse per la quarta volta una medaglia d'argento, nella supercombinata; fu inoltre 24° nel supergigante, 27° nello slalom gigante e 9° nello slalom speciale. L'anno dopo, dopo esser salito per l'ultima volta in carriera sul podio in Coppa del Mondo (3º nella combinata di Wengen del 16 gennaio), ai Mondiali di Vail/Beaver Creek 2015 fu 15º nello slalom speciale, 12º nella combinata e non completò il supergigante.
Lamentando continui problemi alle ginocchia (operate dodici volte nel corso della sua carriera), si ritirò nella stagione 2016-2017. La sua ultima gara in Coppa del Mondo fu la combinata di Wengen del 13 gennaio, chiusa al 22º posto, e il 19 febbraio successivo prese parte ai Mondiali di Sankt Moritz: il 38º posto nella prova di slalom speciale fu il termine della sua carriera agonistica. L'ultima gara di Kostelić fu lo slalom speciale FIS di Zagabria Sljeme del 22 febbraio, chiuso al 1º posto.

## Palmarès

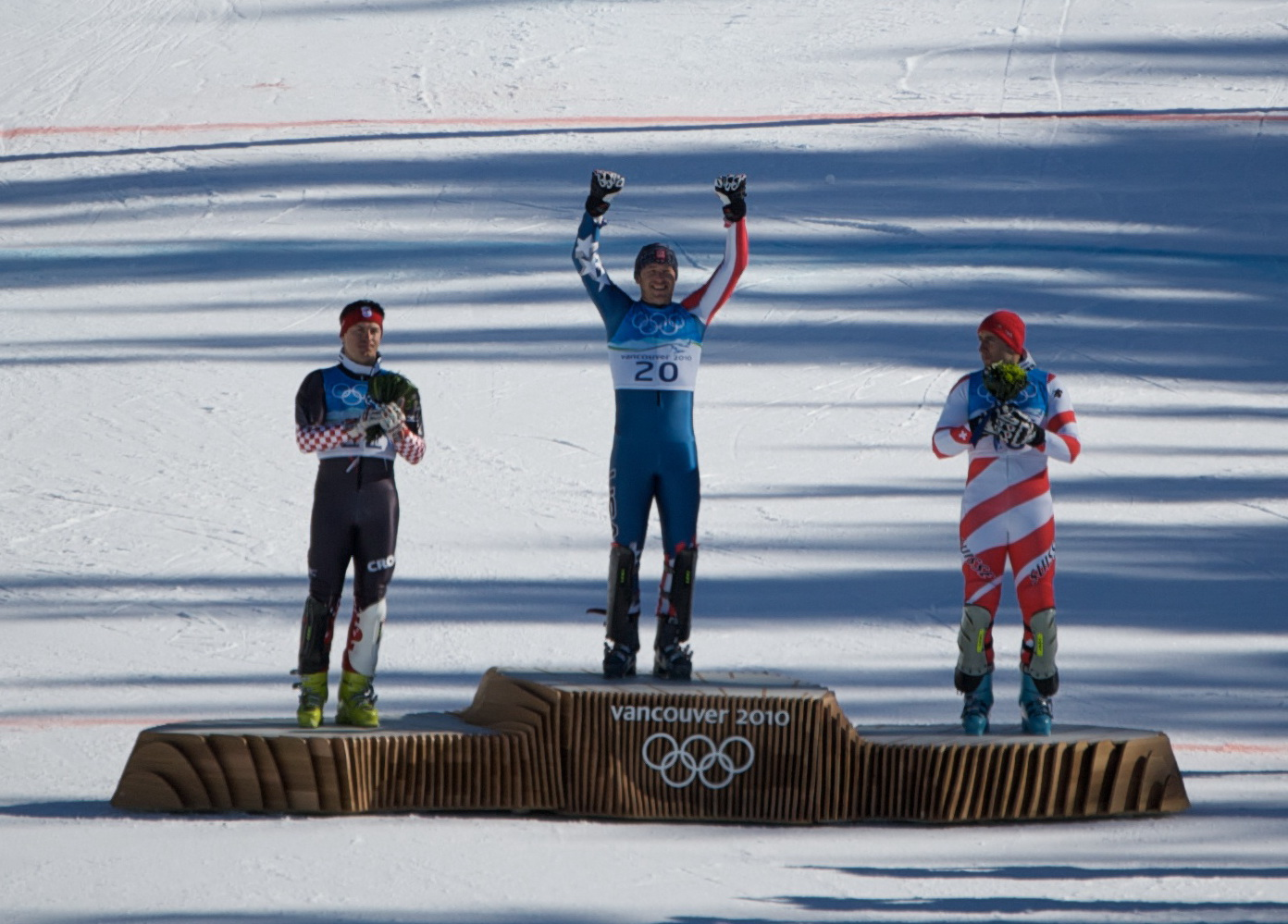
Ivica Kostelić (argento, a sinistra) sul podio della supercombinata a con Bode Miller (oro, al centro) e Silvan Zurbriggen (bronzo, a destra)

### Olimpiadi
- 4 medaglie:
  - 4 argenti (combinata a Torino 2006; slalom speciale, supercombinata a Vancouver 2010; supercombinata a Soči 2014)

### Mondiali
- 3 medaglie:
  - 1 oro (slalom speciale a Sankt Moritz 2003)
  - 1 argento (supercombinata a Schladming 2013)
  - 1 bronzo (supergigante a Garmisch-Partenkirchen 2011)

### Mondiali juniores
- 1 medaglia:
  - 1 bronzo (combinata a Schladming 1997)

### Coppa del Mondo
- Vincitore della Coppa del Mondo nel 2011
- Vincitore della Coppa del Mondo di slalom speciale nel 2002 e nel 2011
- Vincitore della Coppa del Mondo di combinata nel 2011 e nel 2012
- Vincitore della classifica di combinata nel 2013[6]
- 60 podi:
  - 26 vittorie
  - 15 secondi posti
  - 19 terzi posti

#### Coppa del Mondo - vittorie
| Data             | Località             | Paese       | Specialità |
| ---------------- | -------------------- | ----------- | ---------- |
| 25 novembre 2001 | Aspen                | Stati Uniti | SL         |
| 13 gennaio 2002  | Wengen               | Svizzera    | SL         |
| 9 marzo 2002     | Flachau              | Austria     | SL         |
| 16 dicembre 2002 | Sestriere            | Italia      | KO SL      |
| 5 gennaio 2003   | Kranjska Gora        | Slovenia    | SL         |
| 12 gennaio 2003  | Bormio               | Italia      | SL         |
| 15 dicembre 2003 | Madonna di Campiglio | Italia      | SL         |
| 10 dicembre 2006 | Reiteralm            | Austria     | SC         |
| 22 dicembre 2008 | Alta Badia           | Italia      | SL         |
| 17 gennaio 2010  | Wengen               | Svizzera    | SL         |
| 24 gennaio 2010  | Kitzbühel            | Austria     | KB         |
| 2 gennaio 2011   | Monaco di Baviera    | Germania    | PR         |
| 9 gennaio 2011   | Adelboden            | Svizzera    | SL         |
| 14 gennaio 2011  | Wengen               | Svizzera    | SC         |
| 16 gennaio 2011  | Wengen               | Svizzera    | SL         |
| 21 gennaio 2011  | Kitzbühel            | Austria     | SG         |
| 23 gennaio 2011  | Kitzbühel            | Austria     | KB         |
| 30 gennaio 2011  | Chamonix             | Francia     | SC         |
| 8 dicembre 2011  | Beaver Creek         | Stati Uniti | SL         |
| 21 dicembre 2011 | Flachau              | Austria     | SL         |
| 13 gennaio 2012  | Wengen               | Svizzera    | SC         |
| 15 gennaio 2012  | Wengen               | Svizzera    | SL         |
| 22 gennaio 2012  | Kitzbühel            | Austria     | KB         |
| 12 febbraio 2012 | Soči                 | Russia      | SC         |
| 27 gennaio 2013  | Kitzbühel            | Austria     | KB         |
| 10 marzo 2013    | Kranjska Gora        | Slovenia    | SL         |

Legenda:

SG = supergigante

SL = slalom speciale

KB = combinata

SC = supercombinata

PR = slalom parallelo

KO SL = KO slalom

### Nor-Am Cup
- 5 podi:
  - 2 vittorie
  - 1 secondo posto
  - 2 terzi posti

#### Nor-Am Cup - vittorie
| Data             | Località    | Paese       | Specialità |
| ---------------- | ----------- | ----------- | ---------- |
| 5 dicembre 1998  | Lake Louise | Canada      | DH         |
| 19 novembre 2003 | Winter Park | Stati Uniti | SL         |

Legenda:

DH = discesa libera

SL = slalom speciale

### Campionati croati
- 11 medaglie:
  - 9 ori (slalom speciale nel 2005[7]; slalom speciale nel 2006[7]; slalom speciale nel 2008[7]; slalom speciale nel 2009[7]; slalom speciale nel 2012[7]; slalom speciale nel 2013[7]; discesa libera, slalom speciale, supercombinata nel 2014[senza fonte])
  - 2 argenti (slalom gigante nel 1995; slalom speciale nel 2016)[7]

## Statistiche

### Podi in Coppa del Mondo
| Stagione/Specialità | Supergigante | Supergigante | Supergigante | Slalom gigante | Slalom gigante | Slalom gigante | Slalom speciale | Slalom speciale | Slalom speciale | Combinata | Combinata | Combinata | Slalom parallelo | Slalom parallelo | Slalom parallelo | Podi totali |
| ------------------- | ------------ | ------------ | ------------ | -------------- | -------------- | -------------- | --------------- | --------------- | --------------- | --------- | --------- | --------- | ---------------- | ---------------- | ---------------- | ----------- |
| Stagione/Specialità | 1º           | 2º           | 3º           | 1º             | 2º             | 3º             | 1º              | 2º              | 3º              | 1º        | 2º        | 3º        | 1º               | 2º               | 3º               | Podi totali |
| 1999                |              |              |              |                |                |                |                 |                 |                 |           |           |           |                  |                  |                  | 0           |
| 2000                |              |              |              |                |                |                |                 |                 |                 |           |           |           |                  |                  |                  | 0           |
| 2001                |              |              |              |                |                |                |                 |                 |                 |           |           |           |                  |                  |                  | 0           |
| 2002                |              |              |              |                |                |                | 3               | 1               | 2               |           |           |           |                  |                  |                  | 6           |
| 2003                |              |              |              |                |                |                | 3               |                 | 1               |           |           |           |                  |                  |                  | 4           |
| 2004                |              |              |              |                |                |                | 1               |                 | 1               |           |           |           |                  |                  |                  | 2           |
| 2005                |              |              |              |                |                |                |                 | 1               | 1               |           |           |           |                  |                  |                  | 2           |
| 2006                |              |              |              |                |                |                |                 |                 |                 |           |           |           |                  |                  |                  | 0           |
| 2007                |              |              |              |                |                |                |                 |                 | 1               | 1         |           |           |                  |                  |                  | 2           |
| 2008                |              |              |              |                |                |                |                 | 2               | 1               |           | 2         | 1         |                  |                  |                  | 6           |
| 2009                |              |              |              |                | 1              |                | 1               | 1               | 2               |           | 1         |           |                  |                  |                  | 6           |
| 2010                |              | 1            |              |                |                |                | 1               | 1               | 1               | 1         |           |           |                  |                  |                  | 5           |
| 2011                | 1            |              |              |                |                |                | 2               | 2               | 1               | 3         |           |           | 1                |                  |                  | 10          |
| 2012                |              |              |              |                |                |                | 3               | 1               | 2               | 3         |           |           |                  |                  |                  | 9           |
| 2013                |              |              |              |                |                |                | 1               |                 | 3               | 1         | 1         |           |                  |                  | 1                | 7           |
| 2014                |              |              |              |                |                |                |                 |                 |                 |           |           |           |                  |                  |                  | 0           |
| 2015                |              |              |              |                |                |                |                 |                 |                 |           |           | 1         |                  |                  |                  | 1           |
| 2016                |              |              |              |                |                |                |                 |                 |                 |           |           |           |                  |                  |                  | 0           |
| 2017                |              |              |              |                |                |                |                 |                 |                 |           |           |           |                  |                  |                  | 0           |
| Totale              | 1            | 1            | 0            | 0              | 1              | 0              | 15              | 9               | 16              | 9         | 4         | 2         | 1                | 0                | 1                | 60          |
| Totale              | 2            | 2            | 2            | 1              | 1              | 1              | 40              | 40              | 40              | 15        | 15        | 15        | 2                | 2                | 2                | 60          |